# Лейксайд (Каліфорнія)
Лейксайд (англ. Lakeside) — переписна місцевість (CDP) в США, в окрузі Сан-Дієго штату Каліфорнія. Населення — 21 152 особи (2020).

## Географія
Лейксайд розташований за координатами 32°51′24″ пн. ш. 116°54′15″ зх. д. / 32.85667° пн. ш. 116.90417° зх. д. (32.856617, -116.904237).  За даними Бюро перепису населення США в 2010 році переписна місцевість мала площу 18,86 км², з яких 17,87 км² — суходіл та 0,98 км² — водойми.

## Демографія
Згідно з переписом 2010 року, у переписній місцевості мешкало 20 648 осіб у 7347 домогосподарствах у складі 5421 родини. Густота населення становила 1095 осіб/км².  Було 7776 помешкань (412/км²).
Расовий склад населення:
| - 85,0 % — білих - 1,7 % — азіатів - 1,1 % — чорних або афроамериканців - 0,9 % — корінних американців - 0,3 % — вихідців з тихоокеанських островів - 6,4 % — осіб інших рас |

До двох чи більше рас належало 4,6 %. Частка іспаномовних становила 17,6 % від усіх жителів.
За віковим діапазоном населення розподілялося таким чином: 24,5 % — особи молодші 18 років, 62,6 % — особи у віці 18—64 років, 12,9 % — особи у віці 65 років та старші. Медіана віку мешканця становила 39,1 року. На 100 осіб жіночої статі у переписній місцевості припадало 96,6 чоловіків;  на 100 жінок у віці від 18 років та старших — 93,2 чоловіків також старших 18 років.
Середній дохід на одне домашнє господарство  становив 74 758 доларів США (медіана — 62 894), а середній дохід на одну сім'ю — 81 422 долари (медіана — 74 216). Медіана доходів становила 55 601 долар для чоловіків та 41 435 доларів для жінок. За межею бідності перебувало 11,6 % осіб, у тому числі 19,1 % дітей у віці до 18 років та 4,3 % осіб у віці 65 років та старших.
Цивільне працевлаштоване населення становило 9771 осіб. Основні галузі зайнятості: освіта, охорона здоров'я та соціальна допомога — 16,1 %, будівництво — 12,4 %, роздрібна торгівля — 12,3 %.